# Walter Matthau
Walter Matthau ( /ˈmæθaʊ/; nacido como Walter John Matthow, Lower East Side, Nueva York, 1 de octubre de 1920-Santa Mónica, California, 1 de julio de 2000) fue un actor estadounidense de origen judío ruso-lituano, ganador de los premios Óscar y Globo de Oro. Ganó el Óscar al mejor actor de reparto en 1966 por su papel en The Fortune Cookie (En bandeja de plata). Formó con Jack Lemmon una de las parejas cómicas más memorables de la historia. Colaboraron en diez películas juntos, entre las que destacan The Odd Couple (La extraña pareja, 1968), de Gene Saks, y The Front Page (Primera plana, 1974), de Billy Wilder. Continuando con sus roles cómicos, interpretó otros papeles que cosecharon gran éxito en Cactus Flower (Flor de cactus, 1969); Hello, Dolly!; La pareja chiflada, de Herbert Ross, y Piratas, de Roman Polański.

## Biografía

### Primeros años
Walter John Matthow nació el 1 de octubre de 1920 en el Lower East Side de Nueva York. Era hijo de Milton Matthow, electricista (de Rusia) que abandonó la familia cuando él tenía tres años, y Rose Berolsky (de Lituania), empleada de una tienda de caramelos, ambos judíos inmigrantes. Como hizo durante toda su vida en la que la gente nunca sabían si hablaba en serio o en broma, Matthau creó el rumor de que su segundo nombre era Foghorn, porque era hijo de un sacerdote ortodoxo lituano, y que su nombre original era el de Matuschanskayasky (bajo el cual se le atribuye un cameo en la película Terremoto (Earthquake)).
Cuando era niño, Matthau asistió a un campamento judío sin fines de lucro, Tranquility Camp, donde comenzó a actuar en los espectáculos que el campamento presentaba los sábados por la noche. 
Trabajó durante un corto tiempo como cajero en un puesto de comida en el Distrito de Teatros Yiddish.
Durante la Segunda Guerra Mundial, Matthau prestó servicio activo como operador de radio en la Octava Fuerza Aérea estadounidense destinada en el Reino Unido, a bordo de un bombardero Consolidated B-24 Liberator. Estuvo en el mismo grupo de operaciones que James Stewart. Mientras estaba en la base de la RAF Old Buckenham de Norfolk, hizo misiones sobre la Europa continental durante la Batalla de las Ardenas. Acabó la guerra con el rango de sargento y volvió a los Estados Unidos para intentar continuar su carrera como actor.

### Inicios de su carrera

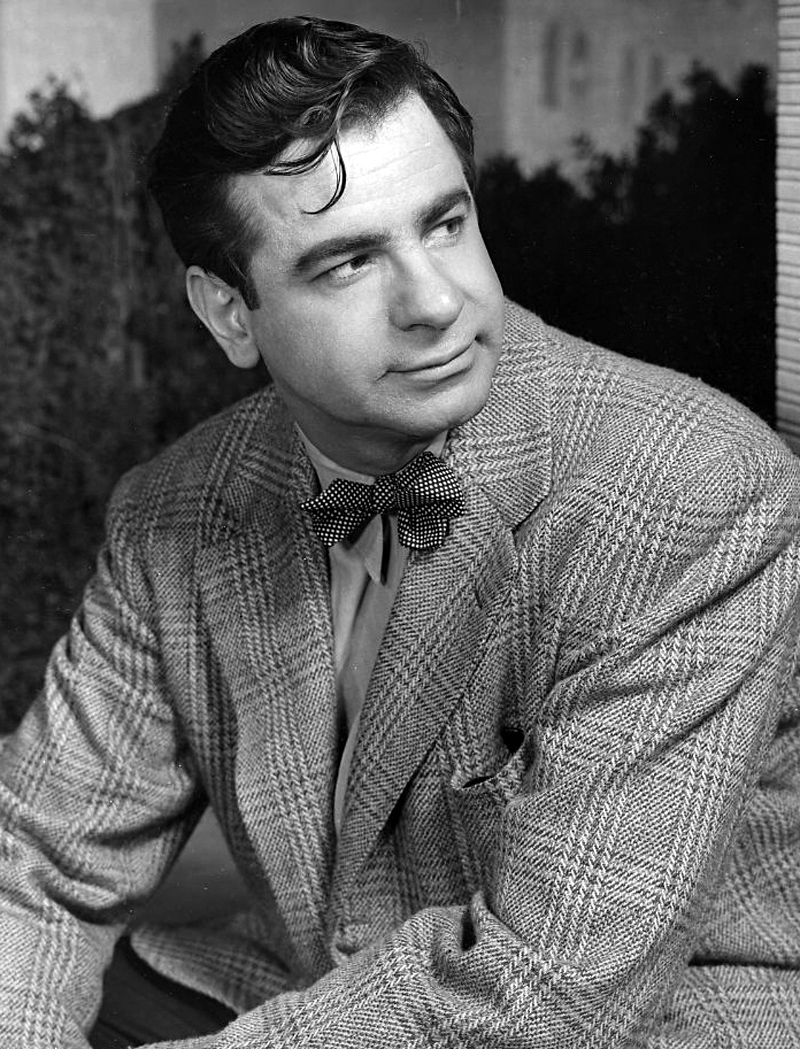
Matthau en 1952

Al tiempo que estudiaba periodismo en la Universidad de Columbia, Matthau tomó clases en un taller dramático en The New School con el director alemán Erwin Piscator. Su primer trabajo en Broadway fue en 1949 como actor suplente de un obispo inglés de ochenta años en Ana de los mil días. Muchas veces se le preguntó que sus mejores críticas se produjo en una obra de teatro en la que se hizo pasar por un vagabundo. Un crítico dijo: "Los demás parecían actores maquillados, ¡Walter Matthau realmente parece un vagabundo!" Matthau fue un actor de teatro respetado durante años en trabajos como Will Success Spoil Rock Hunter? y A Shot in the Dark, por los que ganó el Premio Tony en 1962 al mejor actor.
Matthau apareció en el piloto de Mister Peepers (1952) con Wally Cox. Por razones desconocidas, se puso el nombre de Leonard Elliot. Encarnaba a a un profesor de un gimnasio llamado Mr. Wall. En aquella época, comenzó a ser habitual en televisión en programas como The Philco Televisión Playhouse, Motorola TV Theatre, Goodyear Televisión Playhouse, The Alcoa Hour y Alfred Hitchcock Presents, y en series como Naked City, Route 66 o Insight.
En 1955, Billy Wilder estuvo a punto de darle la alternativa en el mundo del cine al darle el papel de Richard Sherman en La tentación vive arriba pero los ejecutivos de la 20th Century-Fox no estaban convencidos de darle un papel tan importante a un debutante. Al final, este papel fue a parar a manos de Tom Ewell, que ya había protagonizado este papel en Broadway.
Finalmente, fue Burt Lancaster el que le dio la oportunidad en el cine en una película de su autoría El hombre de Kentucky (The Kentuckian). Poco después, llegarían Sendas tortuosas (Ride a Crooked Trail) con Audie Murphy, y Onionhead (todas ellas 1958) protagonizado por Andy Griffith. Uno de sus mayores papeles en esta época fue el del drama Un rostro en la multitud (A Face in the Crowd ) (1957), dirigida por Elia Kazan y con James Mason en Más poderoso que la vida (Bigger Than Life) (1956) dirigida por Nicholas Ray. Posteriormente encarnaría al villano en King Creole (1958), una película para lucimiento de Elvis Presley.
La década de los 60 empezó con un proyecto de bajo presupuesto dirigido y protagonizado por él mismo The Gangster Story (1960) y encarnó a un 
un sheriff comprensivo en Los valientes andan solos (Lonely Are the Brave) (1962), protagonizada por Kirk Douglas y acompañó a Audrey Hepburn y Cary Grant en Charada (Charade) (1963).
También se sucedieron sus apariciones en televisión, incluidas dos episodios en la serie Naked City, cuatro cortos para Alfred Hitchcock Presents, y en el episodio A Tumble from a Tall White House de The Eleventh Hour (1963). También apareció hasta en ocho ocasiones en The DuPont Show of the Week entre 1962 y 1964 e interpretó el papel de Franklin Gaer en un episodio de Dr. Kildare y en una temporada en Tallahassee 7000 (1961–62).

### Comienza su etapa de éxito

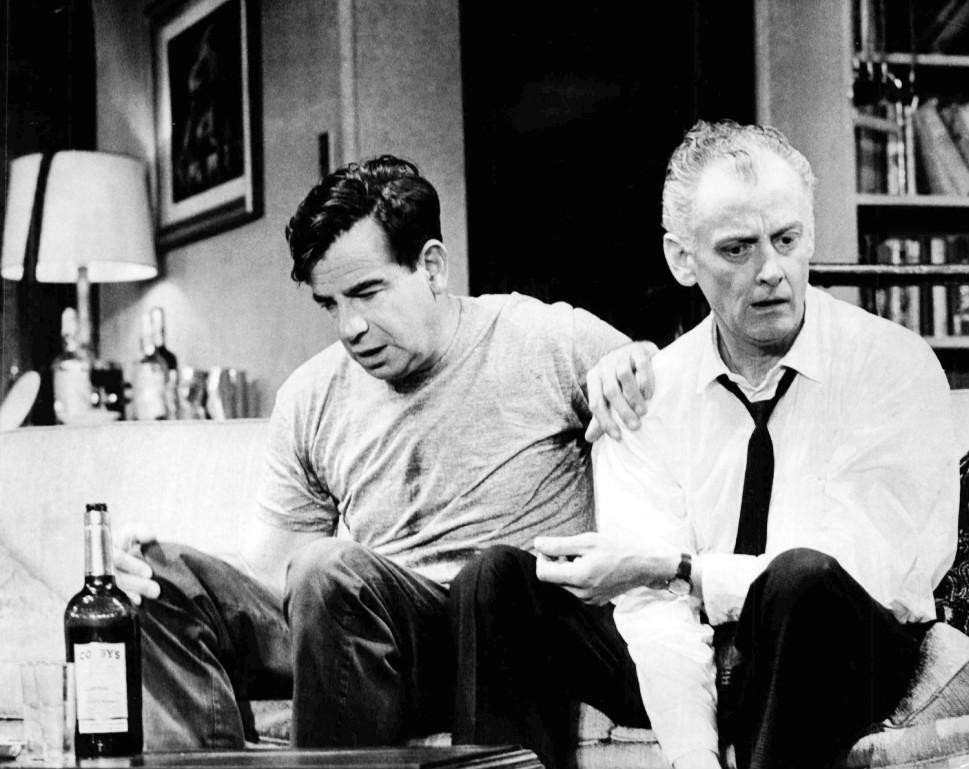
Matthau y Art Carney en la obra de teatro La extraña pareja, 1965

Las comedias eran un estilo que Matthau tocaba poco por aquella época. Se había especializado en dramas, como Punto límite (Fail Safe) (1964), en la encarnaba al asesor del Pentágono, el Dr. Groeteschele, que insta a un ataque nuclear total contra la Unión Soviética en respuesta a una transmisión accidental de una señal de ataque a los bombarderos de la Fuerza Aérea de EE. UU. El director teatral Neil Simon lo elegiría para la obra de teatro La extraña pareja (The Odd Couple ) en 1965, en la que Matthau interpretaría al periodista deportivo Oscar Madison, mientras que Art Carney encarnaba a Felix Ungar. Matthau repetiría el mismo rol en la versión cinematográfica, junto a Jack Lemmon tres años después. Simon recordaría más tarde: 

"Cada noche hacía La extraña pareja de un modo diferente. El lunes era como si fuera judío; el martes, italiano; el miércoles, germano-irlandés... y también los mezclaba todos. Lo hacía para divertirme, y siempre funcionó."

Por otro lado, Matthau comentaría sobre su papel en esta obra: 

"Todo actor se pasa la vida esperando el papel que combine su talento y su personalidad. La extraña pareja fue el mío. Fue el plutonio que necesitaba. Ahí empezó todo para mí."

Ese año interpretaría a Ted Casselle en el thriller Espejismo (Mirage) (1965), de Edward Dmytryk. En la segunda parte de la década de los 60, llegaron sus grandes éxitos, que fueron comedias. El primero de ellos fue el largometraje En bandeja de plata (The Fortune Cookie) (1966), que sería la primera de la múltiples colaboraciones tanto con el director Billy Wilder como con su compañero de reparto Jack Lemmon. Este papel le dio el Óscar al mejor actor de reparto. El rodaje fue aplazado durante cinco meses debido a un severo infarto de corazón, causado a su hábito de fumar tres paquetes de tabaco diarios. Matthau apareció en la ceremonia de los Óscar con heridas y el brazo con una aparatosa escayola y explicó en el discurso que se había herido en un accidente de bicicleta. Sin embargo, se permitió el lujo de regañar a los actores que no asistieron a la ceremonia, especialmente a los otros ganadores de premios importantes de la noche: Paul Scofield, Elizabeth Taylor y Sandy Dennis. Por otro lado, el rodaje sirvió para fraguar la amistad entre Wilder y los dos actores. De hecho, el director confiesa que con Matthau se veía un par de veces por semana y habitualmente también acudía Lemmon.

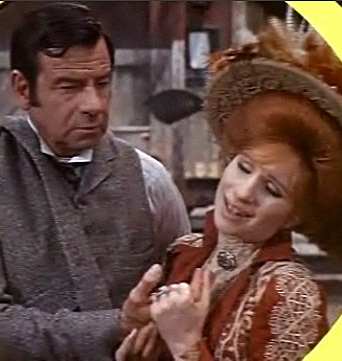
Matthau y Barbra Streisand en un fotograma de Hello, Dolly! en 1969

Los éxitos se fueron sucediendo hasta finales de los 60. Después de protagonizar Guía para el hombre casado (A Guide for the Married Man), de Gene Kelly en 1967, volvería triunfar con la versión cinematográfica de La extraña pareja con Lemmon y dirigida por Gene Saks. Por este papel cobró 300.000 dólares, diez veces más de lo que cobraba una década antes.
En 1969, cerraría con otros dos éxitos de taquilla: Flor de cactus y Hello Dolly!. Durante el rodaje de esta última, tuvo tantos enfrentamientos con Barbra Streisand que llegó a negarse a estar junto a ella en el set de rodaje a no ser que lo obligara el guion. Se le asigna a él la frase en la que describe a Streisand como una persona que no tiene "más talento que un pedo de mariposa". Curiosamente, se le pudo ver sin problemas años después en la audiencia de los conciertos One Voice (1986) en el rancho de Malibú de la actriz, donde los invitados que habían pagado previamente 5.000 dólares por pareja para ayudar a la Fundación Streisand pudieron asistir.

### Los 70: actor para cualquier registro
El inicio de los 70 volvió con otra nominación para los Oscar por Kotch (1971), dirigida por Lemmon. En esos años, el actor se consolidó como un actor válido en cualquier registro. Así se le podía ver su solvencia interpretativa al interpretar tres personajes diferentes en Plaza Suite de 1971, el marido insatisfecho en el melodrana Risas y lágrimas (Pete 'n' Tillie) (1972), como detective que investiga un crimen masivo en un autobús en San Francisco, ciudad desnuda (The Laughing Policeman) (1973), como ladrón de bancos que huye de la ley y de la Mafia en La gran estafa (Charley Varrick) (1973), y el oficial de tráfico que se ve involucrado en un atentado de metro en Pelham 1, 2, 3 (The Taking of Pelham One Two Three) (1974). 
En la segunda mitad, volvió con éxito a las comedias, destacando de forma especial La pareja chiflada (The Sunshine Boys) (1975), donde consiguió otra nominación al Óscar y por el que ganó el Globo de Oro al mejor actor de comedia y el reecuentro con Lemmon y Wilder en Primera plana (Front Page) en 1974. Otro éxito de taquilla fue la comedia en la que encarna a un entrenador que se hace cargo de un equipo de béisbol de inadaptados Los picarones (The Bad News Bears) (1976). Ya a final de la década, aparecería en el extenso reparto de California Suite en 1978.

### Los 80: camino del actor de reparto

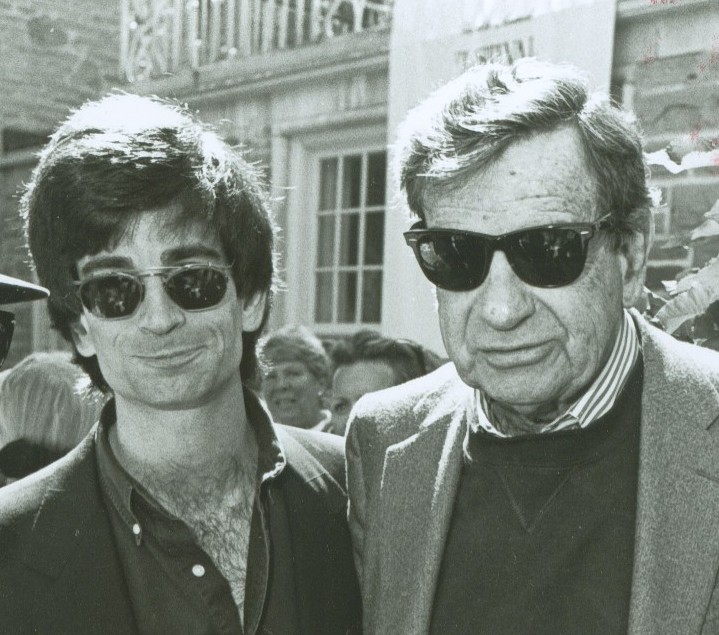
Charles y Walter Matthau

Matthau intentó producir algunas películas de Universal Pictures con su hijo Charlie, que crearon la compañía Walcar Productions, pero tan solo produjeron una película: el tercera remake de El truhán y su prenda (Little Miss Marker ) (1980). fue nominado a los Globos de Oro al mejor actor de comedia o musical por su interpretación de agente de la CIA Miles Kendig en la comedia de espionaje Un enredo para dos (Hopscotch) (1980), junto a Glenda Jackson. El guion original, un drama basado en la novela Hopscotch, fue reescrito y transformado a una comedia para adecuarse a las habilidades de Matthau. La reescritura fue condición del actor para participar. Matthau participó en la revisión del guion y, según dijo el director Ronald Neame, dijo que las contribuciones de Matthau le daban derecho a estar acreditado en el guion pero el actor nunca persiguió eso. Matthau escribió la escena en la que Kendig y Isobel se encuentran en un restaurante de Salzburgo y comienzan una conversación sobre vino que acababa en un apasionado beso. También es autor de la última escena del film, donde Kendig, presuntamente muerto, se disfraza como un Sikh para entrar en una librería, todo sazonado. También ayudó a elegir las composiciones apropiadas de Mozart que componían gran parte de la partitura. La crítica de TCM Susan Doll observa que "'Hopscotch' podría considerarse el final de una larga carrera profesional o el comienzo de una caída cuesta abajo (de Matthau), según el punto de vista", ya que las partes de los personajes y las partes secundarias se convirtieron en lo único disponible para un actor de su edad..
El siguiente año, fue nominado nuevamente al Globo de Oro al mejor actor de comedia o musical por su interpretación del abogado Daniel Snow en First Monday in October (1981). La película trataba sobre el primer nombramiento (ficticio) de una mujer (interpretada por Jill Clayburgh) en la Corte Suprema de los Estados Unidos. Estaba programado para su lanzamiento en 1982, pero cuando el presidente Ronald Reagan nombró a Sandra Day O'Connor en julio de 1981, la fecha de lanzamiento se pospuso a agosto de 1981.  Ese mismo año, se estrenaría la tercera y última colaboración Wilder-Lemmon-Matthau con Aqui un amigo con poco éxito. En 1982, Matthau encarnó a Herbert Tucker en Soy tu hija, ¿te acuerdas? (I Ought to Be in Pictures ) (1982), con Ann-Margret y Dinah Manoff. Y en 1986, Matthau hizo una de sus últimas grandes actuaciones como protagonista en rol del Captain Thomas Bartholomew Red en la versión de Piratas de Roman Polanski.

### Últimos años

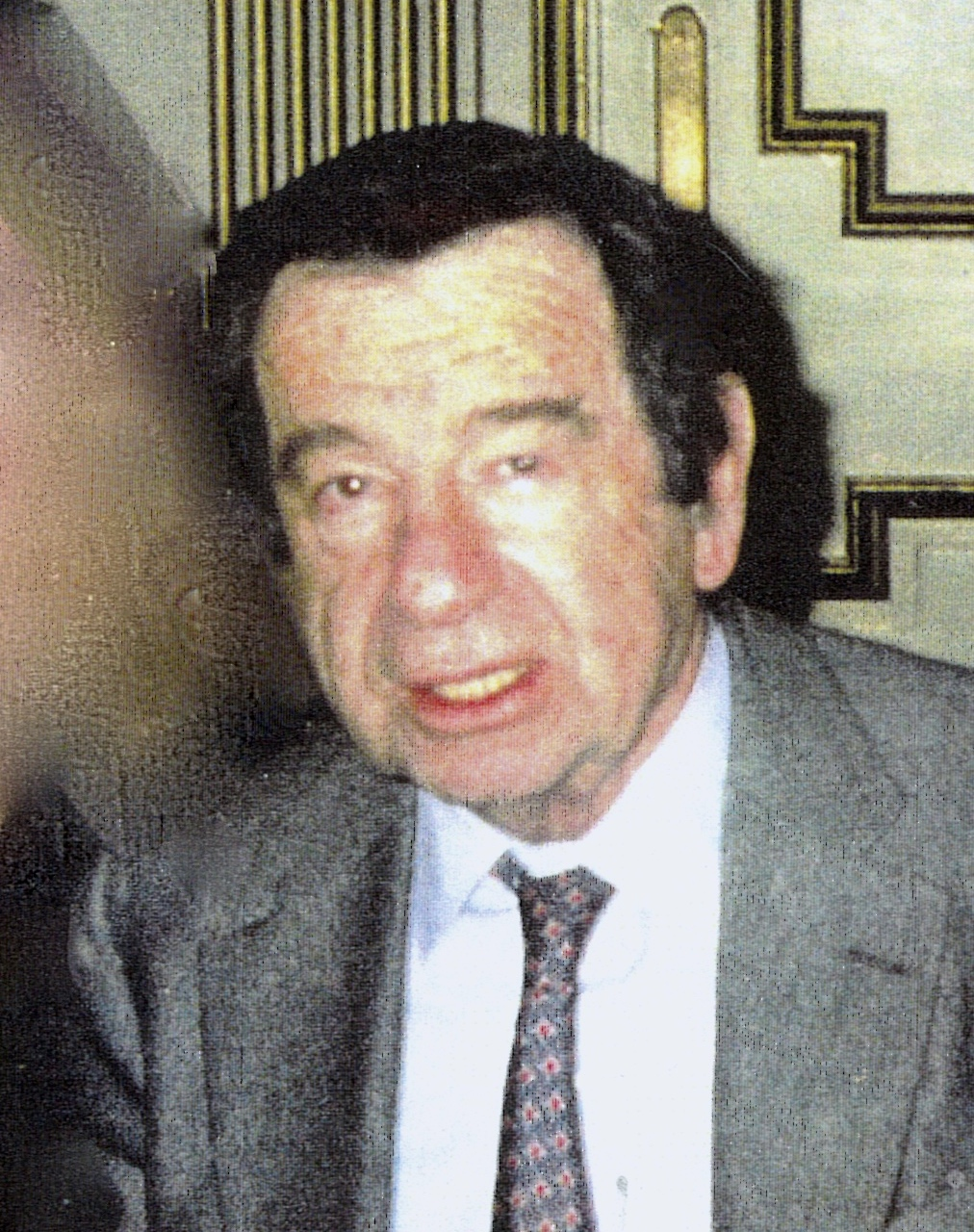
Walter Matthau en los 90

En la década de los 90, su actividad continuó siendo muy intensa. Fue uno más del extensísimo reparto de estrellas del drama político de Oliver Stone drama, JFK (1991). Aunque se le grabaron muchas escenas, el montaje definitivo solo le dejó en dos. Posteriormente, sería la voz narrador de la película de animación How the Grinch Stole Christmas! (1992), el papel de Mr. Wilson en Daniel el travieso (Dennis the Menace) (1993) y el de mismísimo Albert Einstein en la comedia romántica El genio del amor (I.Q.) (1994), protagonizada por Tim Robbins y Meg Ryan. 
Por otro lado, fueron habituales las comedias con su compañero Jack Lemmon, convirtiéndose en una de las más duraderas de Hollywood. En los 90, volvieron con tres comedias más: Dos viejos gruñones (Grumpy Old Men) (1993), junto a Ann-Margret y su secuela, Discordias a la carta (Grumpier Old Men) (1995), junto a Sophia Loren. Dos años más tarde, volverían a embarcarse en otro proyectos juntos con Por rumbas y a lo loco (Out to Sea) (1997) y la secuela de La pareja chiflada La extraña pareja, otra vez (The Odd Couple II) (1998).
Hanging Up (2000), dirigida por Diane Keaton, sería su última aparición en pantalla.

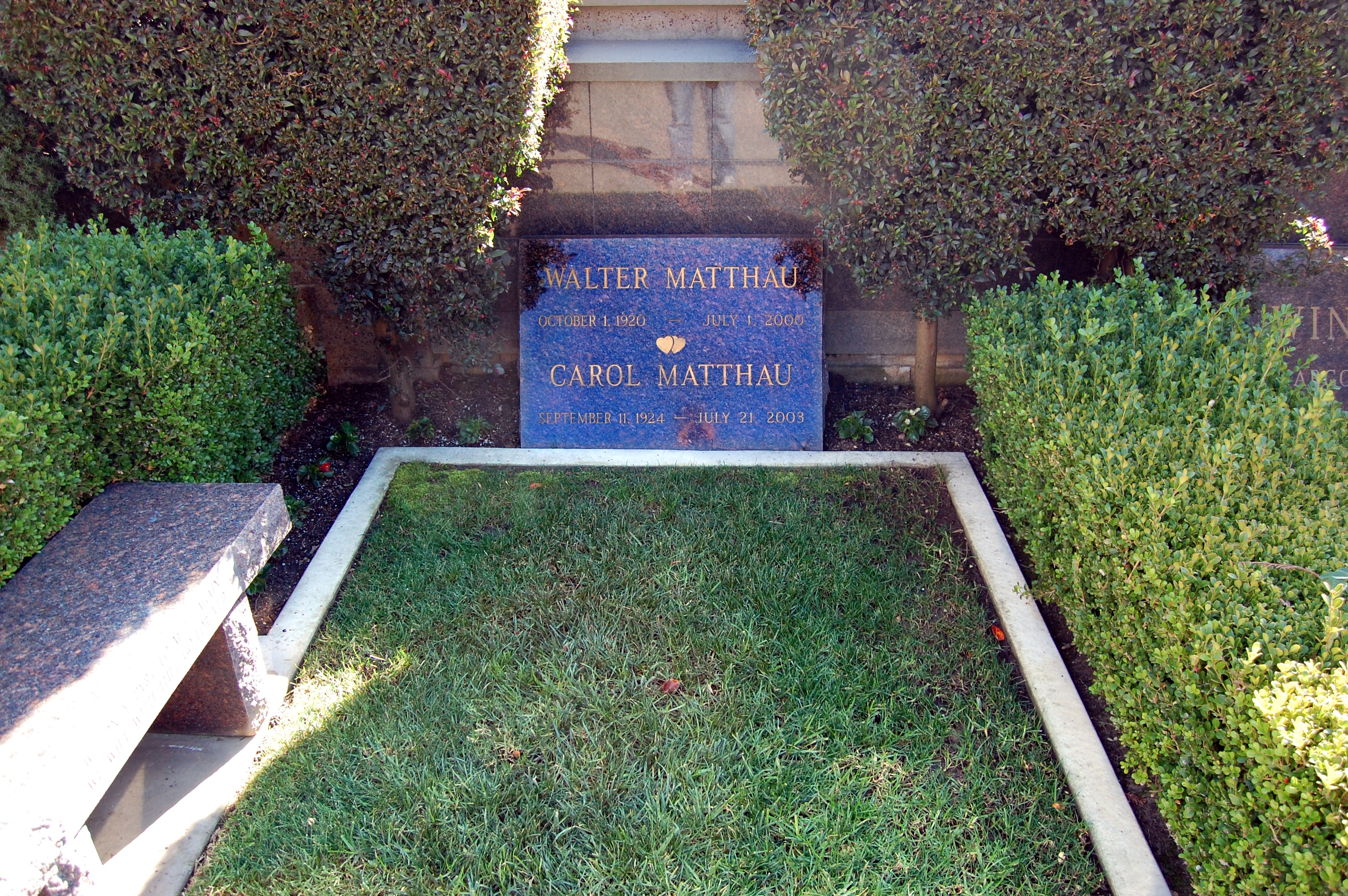
Tumba de Matthau

Matthau tenía problemas coronarios durante los últimos años de su vida. En la tarde del 30 de junio de 2000, sufrió un ataque al corazón en su casa y fue llevado en ambulancia al St. John's Health Center en Santa Mónica donde murió pocas horas después a la edad de 79 años. Fue enterrado en el Westwood Village Memorial Park Cemetery en Los Ángeles, muy cerca de las tumbas de sus amigos Jack Lemmon (que murió un año casi exacto después) y Billy Wilder. Su mujer Carol Marcus moriría en 2003 y fue enterrada en la misma tumba que la de su marido.

## Walter Matthau y Jack Lemmon juntos
Walter Matthau y Jack Lemmon trabajaron juntos en once películas y formaron una pareja clásica de la comedia estadounidense. Su éxito se debía sobre todo a que los personajes que recreaban en la pantalla les iban como anillo al dedo. Matthau era el liante, el tramposo, el que metía al pobre Lemmon en todo tipo de berenjenales. Jack Lemmon en cambio era el prudente, el pesimista, y poco a poco sus diálogos y discusiones se fueron convirtiendo en legendarios.
- En bandeja de plata (1966)
- La extraña pareja (1968)
- Kotch (dirigida por Jack Lemmon y protagonizada por Walter Matthau) (1971)
- Primera plana (1974)
- Buddy Buddy (Aquí, un amigo) (1981)
- Grumpy Old Men (Dos viejos gruñones) (1993)
- Grumpier Old Men (Discordias a la carta / Dos viejos gruñones 2) (1995)
- Out to Sea (Por rumbas y a lo loco) (1997)
- La extraña pareja, otra vez (1998)

## Vida personal

### Matrimonios
Estuvo casado dos veces; primero con Grace Geraldine Johnson de 1948 a 1958 y luego con la actriz Carol Marcus, también conocida como Carol Grace y anteriormente casada con el escritor William Saroyan, desde 1959 hasta que este murió en 2000. Con su primera esposa tuvo dos hijos, Jenny y David, y un hijo, Charles Matthau, con la segunda.

### Problemas de salud
Fumador empedernido, Matthau tuvo un ataque al corazón en 1966 mientras estaba rodando En bandeja de plata, el primero de los tres ataques que sufriría.
En 1976, diez años después de su primer ataque, se sometió a una cirugía de bypass cardíaco. Después de trabajar en Minnesota en Grumpy Old Men (1993), fue hospitalizado por una neumonía doble. En diciembre de 1995, tuvo una intervención por un tumor de colón, aparentemente exitoso, aunque no hay mención del cáncer en su certificado de muerte. Fue hospitalizado en mayo de 1999 durante dos meses, ingresado nuevamente por neumonía.
También tuvo problemas estomacales por sus atracones estomacales. Llegó a decir en una ocasión:

"Si comes solo apio y lechuga, no te pondrás malo. Me gusta el apio y la lechuga, pero me gusta con embutidos, carne en conserva, patatas, guisantes. Y me gustan los pasteles, helado de vainilla con cobertura de chocolate"

### Adicción al juego
A lo largo de su vida, Matthau tuvo muchos problemas con el juego. Una vez estimó que aproximadamente había perdido en unos 5 millones de dólares en juego durante toda su vida. Esto lo intentaba recuperar con los porcentajes de los beneficios de taquilla.

## Filmografía completa

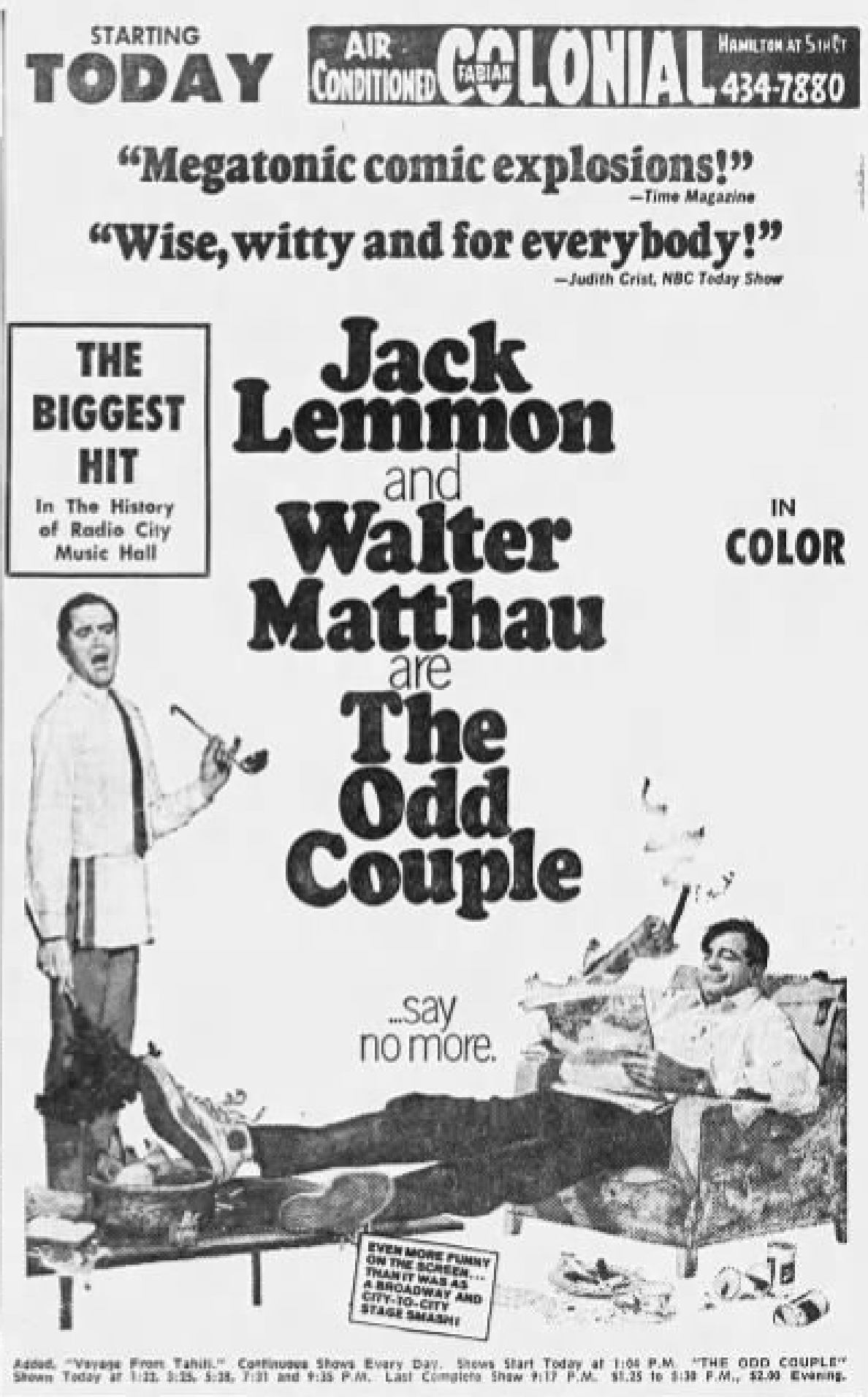
Cartel promocional de La extraña pareja

| Año  | Título en español                            | Título original                     | Director           | Personaje                      |
| ---- | -------------------------------------------- | ----------------------------------- | ------------------ | ------------------------------ |
| 1955 | El hombre de Kentucky                        | The Kentuckian                      | Burt Lancaster     | Stan Bodine                    |
| 1955 | Pacto de honor                               | The Indian Fighter                  | André De Toth      | Wes Todd                       |
| 1956 | Más poderoso que la vida                     | Bigger Than Life                    | Nicholas Ray       | Wally Gibbs                    |
| 1957 | Un rostro en la multitud                     | A Face in the Crowd                 | Elia Kazan         | Mel Miller                     |
| 1957 | Matanza en la Décima Avenida                 | Slaughter on 10th Avenue            | Arnold Laven       | l Dahlke                       |
| 1958 | El barrio contra mí                          | King Creole                         | Michael Curtiz     | Maxie Fields                   |
| 1958 | Voice in the Mirror                          | Voice in the Mirror                 | Harry Keller       | Dr. Leon Karnes                |
| 1958 | Sendas tortuosas                             | Ride a Crooked Trail                | Jesse Hibbs        | Juez Kyle                      |
| 1958 | Onionhead                                    | Onionhead                           | Norman Taurog      | 'Red' Wildoe                   |
| 1959 | Gangster Story                               | Gangster Story                      | Walter Matthau     | Jack Martin                    |
| 1960 | Un extraño en mi vida                        | Strangers When We Meet              | Richard Quine      | Felix Anders                   |
| 1962 | Los valientes andan solos                    | Lonely Are the Brave                | David Miller       | Sheriff Morey Johnson          |
| 1962 | Trampa a mi marido                           | Who's Got the Action?               | Daniel Mann        | Tony Gagouts                   |
| 1963 | La isla del amor                             | Island of Love                      | Morton DaCosta     | Tony Dallas                    |
| 1963 | Charada                                      | Charade                             | Stanley Donen      | Hamilton Bartholomew           |
| 1964 | ¡Valiente marino!                            | Ensign Pulver                       | Joshua Logan       | Doc                            |
| 1964 | Punto límite                                 | Fail-Safe                           | Sidney Lumet       | Dr. Groeteschele               |
| 1964 | Adiós, Charlie                               | Goodbye Charlie                     | Vincente Minnelli  | Sir Leopold Sartori            |
| 1965 | Espejismo                                    | Mirage                              | Edward Dmytryk     | Ted Caselle                    |
| 1966 | En bandeja de plata                          | The Fortune Cookie                  | Billy Wilder       | Willie Gingrich                |
| 1967 | Guía para el hombre casado                   | A Guide for the Married Man         | Gene Kelly         | Paul Manning                   |
| 1968 | La extraña pareja                            | The Odd Couple                      | Gene Saks          | Oscar Madison                  |
| 1968 | La vida secreta de una esposa norteamericana | The Secret Life of an American Wife | George Axelrod     | La estrella                    |
| 1968 | Candy                                        | Candy                               | Christian Marquand | Gen. R.A. Smight               |
| 1969 | Hello, Dolly!                                | Hello, Dolly!                       | Gene Kelly         | Horace Vandergelder            |
| 1969 | Flor de cactus                               | Cactus Flower                       | Gene Saks          | Dr. Julian Winston             |
| 1971 | Señor Kotcher                                | Kotch                               | Jack Lemmon        | Joseph P. Kotcher              |
| 1971 | Corazón verde                                | A New Leaf                          | Elaine May         | Henry Graham                   |
| 1971 | Eso del matrimonio                           | Plaza Suite                         | Arthur Hiller      | Roy Hubley                     |
| 1972 | Risas y lágrimas                             | Pete 'n' Tillie                     | Martin Ritt        | Pete                           |
| 1973 | San Francisco, ciudad desnuda                | The Laughing Policeman              | Stuart Rosenberg   | Jake Martin                    |
| 1973 | La gran estafa                               | Charley Varrick                     | Don Siegel         | Charley Varrick                |
| 1974 | Pelham 1,2,3                                 | The Taking of Pelham One Two Three  | Joseph Sargent     | Teniente Garber                |
| 1974 | Terremoto                                    | Earthquake                          | Mark Robson        | Walter Matuschanskayasky       |
| 1974 | Primera plana                                | Front Page                          | Billy Wilder       | Walter Burns                   |
| 1975 | La pareja chiflada                           | The Sunshine Boys                   | Herbert Ross       | Willy Clark                    |
| 1976 | Los picarones                                | The Bad News Bears                  | Michael Ritchie    | Morris Buttermaker             |
| 1978 | La sombra de un campeón                      | Casey's Shadow                      | Martin Ritt        | Lloyd Bourdelle                |
| 1978 | Alegrías de un viudo                         | House Calls                         | Howard Zieff       | Dr. Charley Nichols            |
| 1978 | California Suite                             | California Suite                    | Herbert Ross       | Marvin Michaels                |
| 1980 | El truhán y su prenda                        | Little Miss Marker                  | Walter Bernstein   | Sorrowful Jones                |
| 1980 | Un enredo para dos                           | Hopscotch                           | Ronald Neame       | Miles Kendig                   |
| 1981 | Mi querida señor juez                        | First Monday in October             | Ronald Neame       | Dan Snow                       |
| 1981 | Aquí, un amigo                               | Buddy Buddy                         | Billy Wilder       | Trabucco                       |
| 1982 | Soy tu hija, ¿te acuerdas?                   | I Ought to Be in Pictures           | Herbert Ross       | Herbert Tucker                 |
| 1983 | Sufridos ciudadanos                          | The Survivors                       | Michael Ritchie    | Sonny Paluso                   |
| 1985 | Esto no es Hollywood                         | Movers & Shakers                    | William Asher      | Joe Mulholland                 |
| 1985 | Piratas                                      | Pirates                             | Roman Polanski     | Capitán Thomas Bartholomew Red |
| 1988 | Soy el pequeño diablo                        | Il piccolo diavolo                  | Roberto Benigni    | Padre Maurizio                 |
| 1988 | Los pacientes de un psiquiatra en apuros     | The Couch Trip                      | Michael Ritchie    | Donald Becker                  |
| 1991 | JFK: caso abierto                            | JFK                                 | Oliver Stone       | Senador Long                   |
| 1993 | Daniel el travieso                           | Dennis the Menace                   | Nick Castle        | Mr. Wilson                     |
| 1993 | Dos viejos gruñones                          | Grumpy Old Men                      | Donald Petrie      | Max Goldman                    |
| 1994 | El genio del amor                            | I.Q.                                | Fred Schepisi      | Albert Einstein                |
| 1995 | Discordias a la carta                        | Grumpier Old Men                    | Howard Deutch      | Max Goldman                    |
| 1995 | El arpa de hierba                            | The Grass Harp                      | Charles Matthau    | JuezCharlie Cool               |
| 1996 | Dos viejos chiflados                         | I'm Not Rappaport                   | Herb Gardner       | Nat Moyer                      |
| 1997 | Por rumbas y a lo loco                       | Out to Sea                          | Martha Coolidge    | Charlie Gordon                 |
| 1998 | La extraña pareja, otra vez                  | The Odd Couple II                   | Howard Deutch      | Oscar Madison                  |
| 1998 | Viejos corazones                             | The Marriage Fool                   | Charles Matthau    | Frank Walsh                    |
| 2000 | Colgadas                                     | Hanging Up                          | Diane Keaton       | Lou                            |

## Premios y distinciones
Premios Óscar
| Año  | Categoría              | Película            | Resultado |
| ---- | ---------------------- | ------------------- | --------- |
| 1967 | Mejor Actor de Reparto | En bandeja de plata | Ganador   |
| 1972 | Mejor Actor            | Kotch               | Candidato |
| 1976 | Mejor Actor            | La pareja chiflada  | Candidato |

Premios BAFTA
| Año  | Categoría   | Película                            | Resultado |
| ---- | ----------- | ----------------------------------- | --------- |
| 1976 | Mejor Actor | The Bad News Bears                  | Candidato |
| 1972 | Mejor Actor | Pete 'n' Tillie Charley Varrick     | Ganador   |
| 1968 | Mejor Actor | The Secret Life of an American Wife | Candidato |

Premios Globo de Oro
| Año  | Categoría                       | Película                | Resultado |
| ---- | ------------------------------- | ----------------------- | --------- |
| 1981 | Mejor Actor - Comedia o Musical | First Monday in October | Candidato |
| 1980 | Mejor Actor - Comedia o Musical | Hopscotch               | Candidato |
| 1975 | Mejor Actor - Comedia o Musical | La pareja chiflada      | Ganador   |
| 1974 | Mejor Actor - Comedia o Musical | Primera plana           | Candidato |
| 1972 | Mejor Actor - Comedia o Musical | Pete 'n' Tillie         | Candidato |
| 1971 | Mejor Actor - Comedia o Musical | Kotch                   | Candidato |
| 1968 | Mejor Actor - Comedia o Musical | La extraña pareja       | Candidato |
| 1966 | Mejor Actor - Comedia o Musical | En bandeja de plata     | Candidato |

Tiene una estrella en el Paseo de la Fama de Hollywood situada en el 6357 de Hollywood Blvd.